# 석경유
석경유(石敬儒, 생몰년 미상)는 오대십국시대 후진의 초대 황제인 석경당의 형으로, 석소옹의 아들이자 석중귀의 친부이다. 안태비와의 사이에서 석중귀를 낳았으며 석중귀가 즉위하자 송왕(宋王)으로 추봉되었다.

## 생애
생전 이존욱의 부하로 복무하다 요절했으며 아들 석중귀는 석경당에게 입양되었다. 출제 즉위 후, 생존해 있던 안씨(安氏)는 황태비(皇太妃)로 격상되었고 석경유는 송왕으로 추봉되었다. 사실 석경유가 석경당의 친형인지 사촌형인지는 불분명하며, 석경유가 석경당의 친형이라면 다른 동생들보다 늦게 벼슬을 증(贈)할 필요가 없으며, 석중귀가 즉위한 뒤에야 송왕으로 추봉하는 것은 옳지 않다고 구양수는 지적하였다.

## 가족
- 부황: 헌조 석소옹
- 모후: 효원의황후(孝元懿皇后)
- 동생: 고조 석경당
- 황비: 안태비
- 아들: 출제 석중귀

## 참고
- 石敬儒